# Vergara (Uruguai)
Vergara é uma cidade do Uruguai, situada no departamento de Treinta y Tres. É conhecida como a "capital do arroz".